# Laurentius Krönstrand
Laurentius Krönstrand, född 1656 i Södra Vi församling, Kalmar län, död 1715 i Gammalkils församling, Östergötlands län, var en svensk präst.

## Biografi
Laurentius Krönstrand föddes 1656 i Södra Vi församling. Han var son till kyrkoherden Ericus Winnerstadius. Krönstrad blev 1675 student vid Uppsala universitet, Uppsala och blev 1688 rektor vid Västerviks trivialskola. Han prästvigdes 4 februari 1694 och blev 1697 kyrkoherde i Gammalkils församling, Gammalkils pastorat. Krönstrand avled 1715 i Gammalkils församling och begravdes 10 januari 1716.

### Familj
Krönstrand gifte sig 1689 med Margareta Looman (död 1730). Hon hade tidigare varit gift med rektorn S. Gudhemius i Västervik. Krönstrand och Looman fick tillsammans barnen Elisabet Krönstrand (född 1690), Maria Elisabet Krönstrand (1692–1692), Erik Krönstrand (1693–1696) och Anna Catharina Krönstrand (1697–1758) som var gift med fänriken Johan Sviring och vonden Simon Nyberg på Skränge i Gammalkils församling.